# Термінал ЗПГ Тема
Термінал ЗПГ Тема – інфраструктурний об’єкт для імпорту зрідженого природного газу (ЗПГ) до Гани.

## Передумови проєкту
У 2010-х роках виникли плани імпорту до Гани зрідженого природного газу, який, передусім, мав забезпечувати роботу створеного поблизу портового міста Тема електроенергетичного кластера (ТЕС Тема, CENIT, Сунон-Асоглі, Кпоне І, Кпоне ІІ, Брідж-Пауер). Останній формувався на основі ресурсу, який надходив з Нігерії через Західно-Африканський трубопровід, проте з різних причин поставки могли мати нерегулярний характер та не задовольняли зростаючі потреби. 

## Нереалізовані проєкти
Один з таких проєктів анонсувала компанія West African Gas, яка в 2015 році уклала угоду з нровезькою компанією Golar на використання її плавучої установки зі зберігання та регазифікації (FSRU) Golar Tundra. В другому кварталі 2016-го установка прибула до Гани, проте у West African Gas виникли проблеми із запуском терміналу. У підсумку Golar була вимушена звернутись до арбітражу задля стягнення належних їй сум, а Golar Tundra в жовтні 2017-го полишила Західну Африку.
Ще один проєкт спробувала здійснити Quantum Power Ghana Gas, яка в 2016 році уклала угоду з нровезькою компанією Hoegh на FSRU Hoegh Giant. Втім, у підсумку Quantum Power так само не спромоглась реалізувати свій проєкт.

## Термінал Access LNG
Розпочати імпорт ЗПГ до Теми вдалось компанії Access LNG, яку створили інвестиційний фонд Helios Investment Partners та люксембурзька Gasfin Developmen. На відміну від попередніх проєктів, на цей раз не стали залучати потужну конвенційну FSRU на основі ЗПГ-танкеру, натомість обрали схему з несамохідною плавучою регазифікаційною установкою (FRU) та окремим плавучим сховищем (FSU). FRU Torman з регазифікаційною потужністю 11 млн м3 на добу завершили спорудженням в кінці 2020-го на китайській верфі Jiangnan Shipyard, тоді як FSU Torman II вирішили створити шляхом переобладнанням старого танкера. Загальна ємність резервуарів FRU та FSU становить 155 тис м3.
Проєкт оціночною вартістю у 400 млн доларів включав спорудження хвилеламу, причальних споруд і підводного трубопроводу діаметром 400 мм, для чого законтрактували китайську China Harbour Engineering Company. Крім того, від місця виходу газопроводу на суходіл до індустріальної зони Теми проклали ще одну ділянку довжиною 8 км. Регазифікована продукція постачається під тиском 6,5 МПа.
Основним постачальником ЗПГ має бути російська компанія «Роснефть», з якою уклали угоду на придбання 1,7 млн тон за рік на період у 12 років.
Через 12 років термінал має перейти у власність ганських державних компаній Ghana National Petroleum Corporation та Ghana Ports and Harbours Authority (GPHA).
FRU Torman прибула до Теми на початку січня 2021 року, а запуск всього терміналу очікувався за кілька місяців. Станом на середину 2021-го Torman II все ще знаходилось на верфі у Сінгапурі. Враховуючи готовність інших об'єктів терміналу, для нього на період з травня 2021 по червень 2022 зафрахтували для використання як плавуче сховище судно Vasant 1 (відноситься до плавучих установок зі зберігання та регазифікації, проте до готовності індійського терміналу у Джафрабаді може залучатись для тимчасових проєктів).